# CieID
CieID è un software libero italiano, realizzato dall'Istituto Poligrafico e Zecca dello Stato per Windows, macOS e Linux, disponibile anche come applicazione mobile per Android e iOS, che permette di accedere ai servizi e ai portali della pubblica amministrazione italiana attraverso la carta d'identità elettronica 3.0, abbinata a un lettore contactless o a uno smartphone compatibile con la tecnologia NFC.

## Storia
Con l'introduzione della carta d'identità elettronica 3.0, avvenuta nel 2016, l'Istituto Poligrafico e Zecca dello Stato ha iniziato lo sviluppo di un software che permettesse l'accesso ai servizi pubblici online tramite la CIE. Come richiesto dal codice dell'amministrazione digitale, dopo la creazione di uno schema di identificazione, denominato "Entra con CIE", i vari enti pubblici hanno potuto integrare la funzionalità di accesso ai servizi tramite CIE 3.0 sui loro portali. Per i cittadini è stato creato il software CieID per computer, in beta dal 2017.. Parallelamente è stata sviluppata l'applicazione mobile per Android, rilasciata a giugno del 2019, che consente agli smartphone con tecnologia NFC di poter abbinare la CIE allo smartphone e accedere ai vari servizi. Il 13 settembre 2019 la CIE è stata notificata alla Commissione europea e agli altri stati membri ed è stata integrata al nodo eIDAS. A giugno 2020 l'applicazione è stata rilasciata anche per i dispositivi Apple con tecnologia NFC integrata e aggiornati ad iOS 13.
Dal 30 marzo 2023 è possibile attivare le credenziali di livello 1 e 2 facilitando così le procedure di accesso e equiparando il sistema CieID a quello SPID

## Funzionamento
L'accesso tramite ai servizi che lo richiedono può essere di livello 1 o 2 o 3:
- livello 1 => utilizzo credenziale (nome utente + password);
- livello 2 => utilizzo credenziale + OTP (ricevuta sull'app CieID o via SMS relativo al numero precedentemente registrato);
- livello 3 => a differenza dei livello 1 o 2, presuppone la lettura della carta. Le modalità sono diverse in base ai dispositivi scelti:[2]
- 1) da computer, disponendo del software CieID e di un lettore smartcard di tipo contactless collegato;
- 2) da computer, inquadrando un codice QR con l'app CieID sul proprio smartphone, dotato di tecnologia NFC, ed effettuando la lettura della carta sempre da smartphone;
- 3) da mobile, con l'app CieID su uno smartphone con tecnologia NFC (la CIE deve essere stata precedentemente caricata nell'app).

Per l'accesso tramite livello 3 è comunque necessario disporre fisicamente della propria CIE (a parte il ricorso a lettura NFC) e del relativo codice PIN a otto cifre.